# Ђорђе Костић
Ђорђе Костић (Рума, 1909-1995) је био српски писац, песник и лингвиста. Као младић, Ђорђе је био део групе југословенских надреалиста. Међутим, касније у животу почео је да се бави лингвистиком и дуги низ година био је директор истраживања Института за експерименталну фонетику.

## Биографија

### Рани живот
Ђорђе Костић је рођен у Руми 1909. године у српској свештеничкој породици. Године 1927. дипломирао је на Филолошком факултету Универзитета у Београду, а затим је кратко боравио у Паризу.

### Надреализам
Са Оскаром Давичом и Ђорђем Јовановићем, Костић је објавио три тома часописа Трагови. Придружио се групи истомишљеника Оскара Давича, Ђорђа Јовановића, Александра Вуча, Милана Дединца и Младена Димитријевића, који су учествовали у групи Југословенских надреалиста коју је водио Марко Ристић. Почетком 1930-их био је један од 13 кључних уметника који су потписали манифест у Almanac Nemoguće-L'Impossible, где је објављена серија Костићевих цртежа и Три пута сан (стр. 32, 57, стр. 104), укључујући и радове других колега.
Године 1933. Костић је ухапшен због револуционарног деловања и једно време затворен. Следеће године је одлучио да напусти Београд и пресели се у Лондон на неколико година. Тамо у Мејферу, присуствовао је отварању Међународне изложбе надреалиста у Њу Барлингтон Галеријама од 11. јуна до 4. јула 1936. Те године написао је монодраму Дан без ноћи.

### Лингвистика
Костић је у Лондону 1939. године у коауторству са Денисом Батлером Фрајем написао „Српско-хрватски фонетски читалац“
Од 1944. до 1949. Костић је био уредник страног програма у Радио Београду. За директора истраживања Института за експерименталну фонетику у Београду постављен је 1949. године, на тој функцији до 1978. године. Док је био на институту, Костић је отпутовао у Индију и тамо се бавио лингвистичким истраживањем. Објавио је и бројне радове из компаративне лингвистике.

### Последње године и смрт
Костић је 1972. написао књигу о својим сећањима на надреализам До немогућег и са Марком Ристићем направио књигу пастела и песама „Pass-T-Elle“ (Калкута). Четири године касније објавио је књигу У средишту надреализма, Чељуст дијалектике, о надреалистичкој анкети из Almanac Nemoguće-L'Impossible.
Преминуо је у Београду 1995. године.

## Радови (делимична листа)
- Оперативна граматика српскохрватског језика (1987)[6]
- Реченичка мелодија у српскохрватском језику (1983)[7]
- Лингвистичка хабилитација за особе оштећеног слуха (1977)[7]
- Кратак преглед телугу фонетике (1977)[8]
- Кратак преглед бенгалске фонетике (1972)[9]
- До немогућег (1972)[10]
- Бенгалски говорни звуци за децу са оштећеним слухом (1976)[11]
- Под твојим небом (1972)[7]
- Описивања одраслих (1964)[12]
- Квантитативни опис структуре српског језика: српски језик од XII до XVIII века - Доментијан[13]